# 田中萬逸
田中 萬逸（たなか まんいつ、1882年〈明治15年〉9月23日 - 1963年〈昭和38年〉12月5日）は、日本の政治家。国務大臣・衆議院副議長。

## 来歴
現在の大阪府富田林市に生まれる。早稲田大学を中退後、報知新聞記者を経て、1916年故郷の大阪府から衆議院補欠選挙に繰り上げ当選。以後当選14回。戦前は憲政会・立憲民政党に所属し、1939年阿部内閣にて逓信政務次官を務める。
戦後は日本進歩党の結党に参加し幹事長を務める。1947年第1次吉田内閣が発足すると、党総裁幣原喜重郎の推挙により国務大臣（無任所）として入閣。同年新憲法下初の衆議院副議長となる。民主党の結党に参加したが吉田茂が次の首班たるべきと主張して離党し1948年2月同志クラブに参加。同志クラブは民主クラブを経て日本自由党と合同し民主自由党を結党したので田中も民自党に所属した。同年炭鉱国管疑獄で起訴されるも、1951年無罪確定。その間1950年からは自由党に所属。
名文家にして野次の名手であり、また粋な道の達人として知られ、特に女流奇術師松旭斎天勝（初代）との艶聞が有名である。ただ生活態度は質素であり、酒もタバコも嗜まなかった。

## 著作

### 単著
- 『皇居之栞』正晃書院、1913年3月。 NCID BN11998998。全国書誌番号:43017859。
- 『和洋最新造庭花卉園芸』大倉書店、1913年7月。 NCID BA38087628。全国書誌番号:43018857。
- 『大西郷秘史』武侠世界社、1914年1月。 NCID BN06406863。全国書誌番号:43018511。
  - 『大西郷秘史』叢文閣、1934年10月。 NCID BA42146673。全国書誌番号:47006612。
- 『京都御所』正晃書院、1914年11月。 NCID BN12017083。全国書誌番号:43017620。
- 『雲上秘録』大倉書店、1916年11月。 NCID BA36259416。全国書誌番号:43022215。
- 『大西郷全史 言行史伝』 上編、大倉書店、1917年4月。 NCID BA34854882。全国書誌番号:43019252。
- 『近世偉人百話 明治勲臣』国民書院、1921年12月。全国書誌番号:43045598。]
- 『宮廷写真帖』実業之日本社、1922年6月。 NCID BA36239601。全国書誌番号:43034070。
- 『明治大正偉人百話』平凡社、1929年12月。 NCID BA45155998。全国書誌番号:47022115。
- 『画譜憲政五十年史』国政協会、1939年4月。 NCID BB19865268。全国書誌番号:46048165。
  - 『画譜憲政五十年史』（復刻版）吉川弘文館、2014年2月。 NCID BB14947922。全国書誌番号:22370222。
- 『大西郷終焉悲史』大日本皇道奉賛会、1943年1月。 NCID BN08561685。全国書誌番号:46006518。
  - 『大西郷終焉悲史』（復刻版）青潮社〈西南戦争資料集 1〉、1990年1月。 NCID BN05543483。全国書誌番号:90034006。

### 編集
- 『死生の境』 前後編、博文館、1909年12月-1912年4月。 NCID BA34855998。全国書誌番号:40016101。
- 『皇宮 宮城遥拝記念』大日本皇道奉賛会、1935年11月。 NCID BA36255801。全国書誌番号:44057033。
- 『皇宮』大日本皇道奉賛會、1937年11月。 NCID BB03564171。全国書誌番号:23400575。
- 『新体制促進倶楽部記念帖』田中万逸、1940年10月。全国書誌番号:44063341。

### 共著
- 鈴木真吉、田中万逸『米作論作物教科書』興文社、1903年5月。全国書誌番号:40060154。
- 富益良一、田中万逸『家庭園芸術』博文館、1905年8月。 NCID BA55425283。全国書誌番号:40061524。
- 富益良一、田中万逸『草花栽培全書』隆文館、1906年8月。全国書誌番号:40061632。
- 富益良一、鈴木敬策、田中万逸『実用園芸全書 蔬菜・果樹・花卉・盆栽』実業之日本社、1911年7月。 NCID BA31655256。全国書誌番号:40061601。